# J-League Challenge Cup Sub-17 de 2017
A J-League Challenge Cup Sub-17 de 2017 foi a terceira edição desta competição restrita à categoria sub-17 e organizada pela Associação de Futebol do Japão. Realizada entre os dias 16 e 18 de setembro, a competição foi disputada por dez clubes, sendo seis locais e quatro estrangeiros.
As dez equipes participantes foram divididas em dois grupos com cinco cada; originalmente, os campeões de cada grupo realizaram a final. No entanto, os jogos do último dia foram cancelados e o regulamento alterado.
O Cruzeiro conquistou o título nos critérios de desempates, a equipe brasileira foi seguida por Suwon Samsung Bluewings da Coreia do Sul, Chivas Guadalajara do México e Yokohama F. Marinos do Japão.

## Regulamento
No regulamento original, as dez equipes participantes foram divididas em dois grupos com cinco cada. Cada equipe enfrentaria as demais do próprio grupo, classificando os campeões de cada grupo para a final. Porém, os jogos do último dia foram cancelados devido a ameaça de um tufão na região de Osaka e, como consequência, o regulamento foi alterado.

### Critérios de desempates
Em caso de igualdades, os seguintes critérios de desempates foram adotados:
- Saldo de gols;
- Gols marcados;
- Confrontos entre as equipes;
- Sorteio.

### Participantes
As dez equipes participantes foram listadas abaixo:
Equipes locais
- Yokohama F. Marinos
- Machida Zelvia
- Cerezo Osaka
- Tokushima Vortis
- Gamba Osaka
- Vegalta Sendai

Equipes estrangeiras
- Suwon Samsung Bluewings
- Fortuna Düsseldorf
- Cruzeiro
- Chivas Guadalajara

## Primeira fase

### Grupo A
Resultados

### Grupo B
Resultados

## Classificação geral
No regulamento inicial, os campeões de cada grupo se classificariam para a disputa da final. No entanto, os jogos do último dia foram cancelados por causa de uma ameaça de tufão. Com isso, o regulamento foi alterado e o campeão decidido pela classificação geral dentre das 10 equipes participantes.

## Premiação
| J-League Challenge Cup Sub-17 de 2017 |
| Brasil                                |
| ------------------------------------- |
| Cruzeiro Campeão (1.º título)         |